# Gran Premi de Portugal (ciclisme)
El Gran Premi de Portugal va ser una competició ciclista per etapes portuguesa. La cursa formava part de l'UCI Europa Tour i de la Copa de les Nacions UCI sub-23, ja que estava reservada a ciclistes menors de 23 anys.

## Palmarès
| Any  | Vencedor        | Segon           | Tercer            |
| ---- | --------------- | --------------- | ----------------- |
| 2007 | Vitor Rodrigues | Tiago Machado   | Gašper Švab       |
| 2008 | Vitor Rodrigues | Anthony Roux    | Rein Taaramäe     |
| 2009 | Sergio Henao    | Ricardo Vilela  | Rasmus Guldhammer |
| 2010 | Tom Dumoulin    | Nélson Oliveira | Gregory Brenes    |